# Ołeksandr Kubrakow
Ołeksandr Kubrakow, ukr. Олександр Миколайович Кубраков (ur. 20 sierpnia 1982 w Perszotrawenśku) – ukraiński polityk, deputowany, w latach 2021–2024 minister, od 2022 do 2024 również wicepremier.

## Życiorys
Absolwent marketingu na Kijowskim Narodowym Uniwersytecie Ekonomicznym (2004). Pracował w różnych przedsiębiorstwach, m.in. w sektorze finansowym. W latach 2014–2016 zajmował dyrektorskie stanowisko w administracji miejskiej Kijowa. Później pełnił funkcję dyrektora przedsiębiorstwa „Misto dla ludej”. Był też dyrektorem wykonawczym stowarzyszenia Asociacija IT Ukrajiny.
W wyborach parlamentarnych w 2019 z ramienia prezydenckiego ugrupowania Sługa Ludu uzyskał mandat posła do Rady Najwyższej IX kadencji. W listopadzie tegoż roku powołano go na prezesa Ukrawtodoru, ukraińskiej państwowej agencji drogowej. W maju 2021 objął stanowisko ministra infrastruktury w rządzie Denysa Szmyhala. W grudniu 2022 przeszedł na stanowiska wicepremiera ds. odbudowy Ukrainy oraz ministra rozwoju społeczności lokalnych i infrastruktury. Funkcje rządowe sprawował do maja 2024. W 2025 został mianowany doradcą ministra obrony.